# 舒川火力線
舒川火力線（ソチョンファリョクせん）は、かつて大韓民国忠清南道保寧市の艮峙駅と舒川郡の冬栢亭駅を結んでいた、韓国中部発電の鉄道路線（貨物線）である。
韓国で数少ない私鉄路線であった（列車運行はKORAILに委託）。舒川火力発電所への無煙炭輸送を目的に建設されたが、同発電所の運用停止に伴い、2017年5月24日付で運行を終了、翌2018年3月20日付で正式に廃止された。

## 路線データ
- 路線距離:17.5km
- 軌間:1,435mm（標準軌）
- 駅数:4駅
- 地上区間:全線

## 駅一覧
- 駅所在地は全線忠清南道内。

| 駅名     | 駅名     | 駅名          | 駅間キロ (km) | 累計キロ (km) | 接続路線             | 所在地 |
| 日本語   | ハングル | 英語          | 駅間キロ (km) | 累計キロ (km) | 接続路線             | 所在地 |
| -------- | -------- | ------------- | ------------- | ------------- | -------------------- | ------ |
| 艮峙駅   | 간치역   | Ganchi        | 0.0           | 0.0           | 韓国鉄道公社：長項線 | 保寧市 |
| 元頭駅   | 원두역   | Wondu         | 6.4           | 6.4           |                      | 舒川郡 |
| 春長台駅 | 춘장대역 | Chunjangdae   | 8.2           | 14.6          |                      | 舒川郡 |
| 冬栢亭駅 | 동백정역 | Dongbaekjeong | 2.9           | 17.5          |                      | 舒川郡 |